# Новолабинский
Новолабинский — посёлок в Лабинском районе Краснодарского края.
Входит в состав Лучевого сельского поселения.

## География

### Улицы
- пер. Труда,
- ул. 40 лет Победы,
- ул. Мира.

## Население
| 2002 | 2010 |
| ---- | ---- |
| 286  | ↗295 |